# Częstoborowice (gmina)
Częstoborowice lub Częstybór (od 1877 Rybczewice) – dawna gmina wiejska istniejąca w XIX wieku w guberni lubelskiej. Siedzibą władz gminy były Częstoborowice.
Za Królestwa Polskiego gmina Częstoborowice/Częstybór (1867/1868) należała do powiatu krasnostawskiego w guberni lubelskiej.
Gmina została zniesiona w 1877 roku przez przemianowanie na gmina Rybczewice.